# Gaye Boralıoğlu

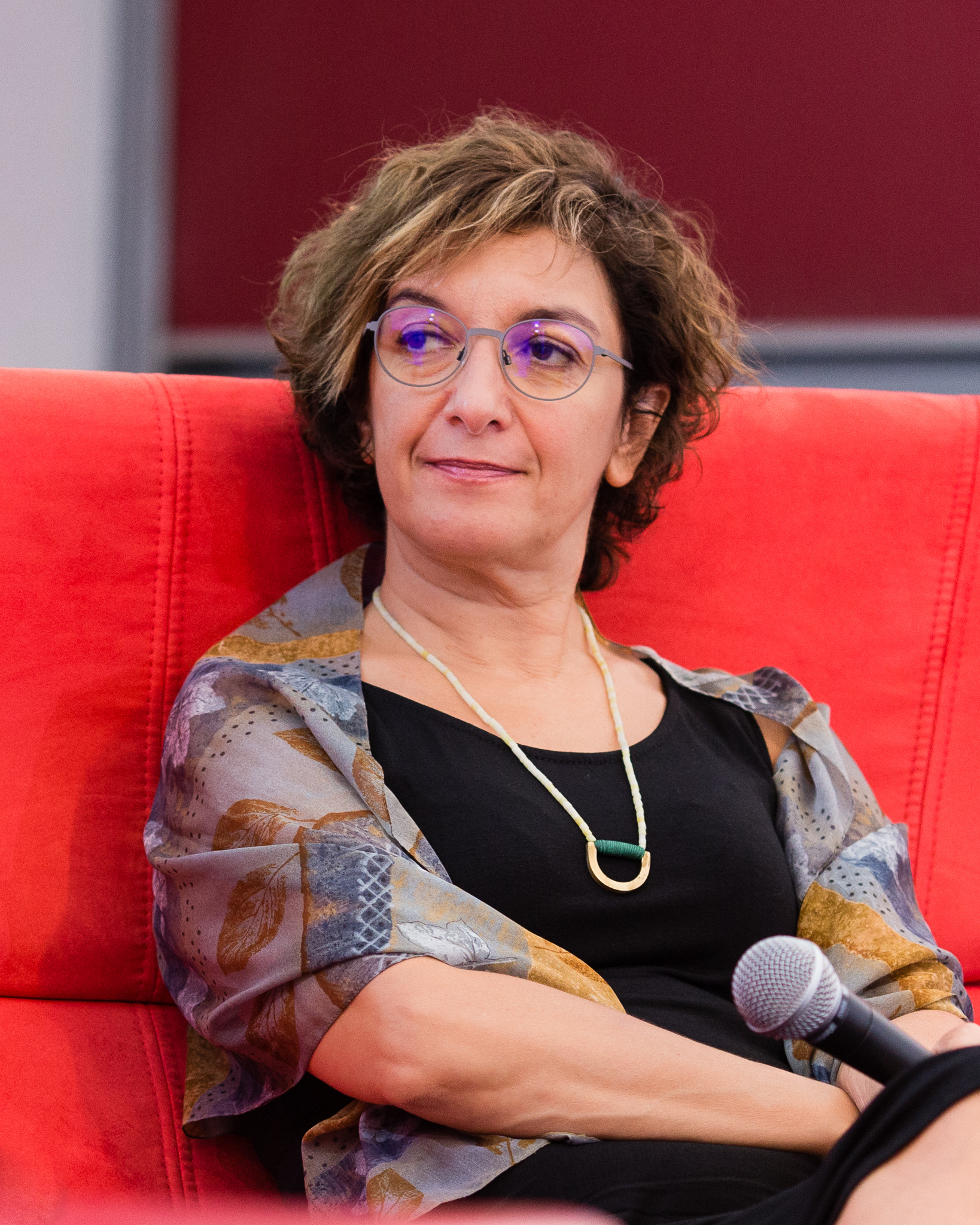
Gaye Boralıoğlu, 2018

Gaye Boralıoğlu (* 22. Oktober 1963 in Istanbul) ist eine türkische Autorin.

## Leben
Gaye Boralıoğlu besuchte in Istanbul das Ataköy-Gymnasium und studierte ab 1980 Philosophie an der Istanbuler Universität. Sie arbeitet als Journalistin, Werbetexterin und Drehbuchautorin.  Sie schreibt Skripte für Fernsehserien und verfasste 1999 nach Habib Bektaş Roman das Drehbuch für Atıf Yılmaz Spielfilm Eylül Fırtınası (Septembersturm). 2001 veröffentlichte sie einen Band Kurzgeschichten, 2013 kam die deutsche Übersetzung ihres Romans Der hinkende Rhythmus heraus.
2019 erhielt sie für ihren Roman Dünyadan Aşağı den Duygu-Asena-Romanpreis.
Sie lebt und arbeitet in Istanbul.

## Werke
- Dünyadan Aşağı. İletişim, Istanbul 2018.
- Aksak ritim. İletişim, Istanbul 2009. 
  - Der hinkende Rhythmus. Aus dem Türkischen von Recai Hallaç, Binooki, Berlin, 2013.
- Meçhul. Fotografien Manuel Çıtak.  İletişim, Istanbul, 2004.
- Hepsi hikâye. İletişim, Istanbul 2001.

## Drehbücher
- Bir Çocuk Sevdim, TV-Serie, 2011
- Mi Hatice, TV-Serie, 2010
- Kapaliçarsi, TV-Serie, 2009
- Biçak sirti, TV-Serie, 2007
- Hirsiz polis, TV-Serie, 2005
- Bir Istanbul masali, TV-Serie, 2003
- Zerda, TV-Serie, 2002
- Üzgünüm Leyla, TV-Serie, 2002
- Eylül Fırtınası (Septembersturm).  Film, 1999